# Odparzenie
Odparzenie (termin niemedyczny) – potocznie określenie zmian zapalnych skóry powstałych na skutek równoczesnego działania wysokiej temperatury, nadmiernej wilgotności wywołanej np. poceniem oraz tarcia przylegających do siebie powierzchni.
Odparzenia często są skutkiem niewłaściwego pielęgnowania chorego w wyniku podrażnień skóry w miejscu długotrwałego ocierania powierzchni skórnych, lub skóry o odzież. Skutkiem jest przekrwienie, a w dalszej fazie obrzęk i sączenie. Zmianom naskórnym towarzyszy pieczenie, ból, swędzenie. Typowymi miejscami powstawania odparzeń są pachwiny, zagłębienia fałdów skórnych, a u noworodków pośladki.